# Louis Rech
Louis Rech   (Sovramonte, 7 de desembre de 1926 - Dudelange, 6 de gener de 2012) fou un polític i sindicalista luxemburguès. Era membre del Partit Socialista dels Treballadors, des d'on va ser Alcalde de Dudelange entre 1985 i 1993.

## Biografia
Nascut a Faller, Sovramonte, Província de Belluno, Itàlia, amb cinc germans més. Els seus pares van emigrar a Dudelange, a Luxemburg del sud, quan ell tenia un any, on el seu pare va començar a treballar al molít d'acer d'Arbed. Van viure al barri italià de Dudelange, parlant italià en vida diària i retenint tradicions italianes. Tot i això, Rech no va retornar a Itàlia fins als 35 anys, havent-s'hi naturalitzat com a ciutadà luxemburguès el 1956.
Rech va porgressar del moviment sindicalista fins al sector polític. El 1985, va esdevenir alcalde de Dudelange, esdevenint el primer alcalde italià de qualsevol comuna.